# Tanque d'Arca
Tanque d'Arca är en kommun i Brasilien.   Den ligger i delstaten Alagoas, i den östra delen av landet, 1 400 km nordost om huvudstaden Brasília. Antalet invånare är 6 122.
Omgivningarna runt Tanque d'Arca är en mosaik av jordbruksmark och naturlig växtlighet. Runt Tanque d'Arca är det ganska tätbefolkat, med 96 invånare per kvadratkilometer.